# Hípias Menor
Hípias menor é um diálogo platônico que ocupa-se com a ação correta.